# フェイスネットワーク (芸能プロダクション)
株式会社フェイスネットワーク（英文社名；FACE NETWORK Co., ltd）は、東京都港区にかつて存在した日本の芸能プロダクション。

## 沿革
- 1999年3月 - 東京都港区赤坂2-11-15 第2堀内ビル内に設立。
- 2000年 - 事務所を東京都港区赤坂1-7-19 キャピタル赤坂ビル4Fに移転。
- 2003年 - 東京オートサロンイメージガールユニット「A-class」のメンバーに米山理恵子が選出。以後、ほぼ毎年（2006年を除く）所属タレントがA-classメンバーに選出された。
- 2006年 - プラチナムプロダクション、ハイタイド、トータルベネフィットの4社共同でレースクイーンフットサルチーム「High Legs」を母体に、芸能人女子フットサルチーム「Team Good」（後のZENT sweeties）を創設。監督は、周防彰悟が務めた。
- 同年 - 資本金を2000万円から5000万円に増資し、取締役に藤田博士が就任。
- 2008年3月 - 事務所を同ビル6Fに移転し、高田学が取締役副社長に就任。
- 2009年8月13日 - 所属タレントの幸田さゆりが千葉県警船橋東署に有印私文書偽造、同行使と詐欺の疑いで逮捕される[1]。公式ホームページにて、お詫びの文章を即日掲載した。
- 2009年12月31日 - 事務所を解散（解散理由については発表されておらず不明）。フェイスネットワーク退去後のキャピタル赤坂ビル6Fには、不動産会社「タイセイ・ハウジープロパティ」[2]が入居している（2016年現在）。
- 2021年1月26日 - 登記閉鎖

## 概要
現役のレースクイーンが所属する「プロモーション部」や、主にオートレース選手が所属する「スポーツエンターテイメント部」をはじめ、「タレント部」「ファッションモデル部」「ジュニア&キッズ部」「SP事業部」など、様々なジャンルのマネジメントを分野別に行っていた。また、レーシングチームのマネジメントも行っており、チームスポンサーのPR活動、サーキットのケータリング等のプロデュース、チームウェア・コスチュームの制作等にも携わっていた。

## かつて所属していたタレント
| - 藍川美聖 - 相沢みなみ（別名：川瀬南） - 葵ゆりか - 青木望美 - 青木未央（別名：くぼたみか） - 青木令子 - 青柳玲麻 - 秋川麻祐 - 朝倉あや - 朝倉雅 - 浅野真由美 - 浅見美鈴 - 浅見善康 - 麻生円 - 安達彩 - あつこ - 阿原紘子 - 鮎川純理 - 天野由加里 - 天野佳美 - 天海あむる - 新崎成美 - 有沢ミエ - 有田気恵 - ALINA - 安堂友希 - 飯田直実 - 伊依娜 - 五十嵐みさき - 石井あつき - 石井奈緒子 - 石飛朝海 - 泉たかこ - 市岡みき - 市川恵理子 - 市川由紀 - 苺子 - 伊藤彩 - 伊藤唯 - 伊東佑子 - 伊藤由紀子 - 稲垣慶子 - 稲垣美代子 - 井上みおり - 今井ひかる - 今中美代子 - 岩藤由香利 - 上乃梨菜 - 宇野優美（別名：小林優美） | - 江澤雅央 - 榎並沙知（別名：川村えな） - 栄梨沙 - エリナ - 遠藤奈緒 - 御池日愛 - 大池貴子 - 大石ちぐさ - 太田亜弥 - 大谷ゆり - 大槻あや - 大野恵子 - 大橋麻帆 - 大橋未来（別名：三樹レイカ） - 大盛江美 - 小笠原みな - 岡田智美 - 岡田真寿美 - 岡千織（別名：月見栞） - 奥野静香 - 奥村瀬里香 - 奥村典子 - 奥山さくら - 奥山友紀 - 小澤美歩 - 小田切あみ - 小田倉良子 - 尾登歩美（別名：藤田歩美） - 小沼利依 - 小野瀬留美 - 貝吹美弥子 - 梶原優 - 花清真由子（別名：花清まゆこ） - 片瀬みのり - 加藤芽衣 - 奏木純（別名：葉山織江） - 香原舞子 - 鴨下瞬 - 神谷美来 - 柑谷亜由美（別名：柑谷あゆみ） - 菊池梨奈 - 木島美和子 - 北口恭江 - 北原まゆ（別名：豊嶋千加子） - 紀藤裕子 - 城戸優花 - キューティー★マミー - 清嶋みさき - 桐島優介 | - 工藤菜緒（別名：茨木菜緒） - 国本真子（別名：絢子） - 熊谷幸子（別名：紗良） - 香西咲 - 幸田さゆり - 小嶋ゆき - 琴梨 - 小林葵依（別名：稲本佑生） - 小林朋恵 - 近藤節子 - 近藤萌 - 今野まいみ - 斉藤薫 - 齋藤久美子 - 斉藤まゆこ - 酒井清美 - 坂本麻衣 - 櫻木亜耶 - 桜庭あつこ - 笹野美紀恵 - 佐藤直美 - 佐藤みずき - 佐藤友香 - 里吉春香 - Saly（別名：川村りか） - 澤崎恵子 - 澤野ミチル - 実川幸 - 篠崎ゆき - 椎名鞠香 - 下川友子 - 下島みく - 白石由梨 - 白井ちとみ - 白河なおみ - 白雪 - 白聖あい - JIN - 菅谷はつ乃 - 杉山真望 - 鈴木亜美 - 鈴木あさ美 - 鈴木あゆ（別名：鈴木亜由子） - 鈴木ジュン - 鈴木万美子 - 鈴木梨沙 - 鈴田江美 - 須藤寛子 - 角えりこ - セイン・カミュ | - 相馬茜 - 祖父江唯 - 高井倫亜 - 高岡七保 - 高瀬ゆり - 高橋知子 - 高橋麻衣 - 高橋麻美 - 高松奈穂 - 高山絵美 - 瀧北智子 - 竹内ゆう紀 - 竹沢友美 - 竹下由希 - 竹下莉香 - 武田めぐみ - 田澤麻衣（別名：菜々川唯） - 田中真紀 - 田中理佐 - 棚橋恵里 - 丹野友美 - 塚原美由樹 - 月岡たかね - 辻さくら - 椿本翠 - 天間美樹 - 藤堂ユカリ - 豊里真夕子 - 永井かおる - 永井渚 - 中岡未都里 - 長澤聡美 - 中條ともみ - 仲谷忠 - 長田勝美 - 仲野絵美 - 中野裕美 - 中村郁海 - 中村洋子 - 七生奈央 - 名波はるか - 並松紀子 - Neena - 西海奈美 - 西田るか - 西野優輝 - 新田梢恵 - 沼尾加奈絵 - 長谷川友梨乃 |

| - 畠山真帆 - 葉月優亜 - 早川由美子 - 早坂春希 - 早坂ゆか - 林宏美 - 早野久美子 - 原ともえ - 原田ルリ子 - 針谷ミエ - 春奈 - 妃本エル - 平山愛子 - フィフィ - 福田はづき - 藤井愛理子 - 藤崎令 - 藤田ちひろ - 藤田日和 - 藤田弘子 - 藤田玲朗 - 藤原明子 - 藤原久美（別名：愛禾みさ） - 藤原佳美 - 藤原瑠香 - 藤村夕子 - 舩木可絵 - 古澤恵 - 古谷樹里 - 保阪尚希 - 星河ユカリ - 星野智世（別名：ほしの智世） - 星野広樹 - 細川真奈 - ボビー・オロゴン - 洞口直美 - 堀井沙織 - 本田優希 - Marko - 真彩 - 真勝國之 - 真琴 - 益子智行 - 松浦敬之 - 松岡真美 - 松下麻衣子 - 松本麻実 - 麻実谷恭子 | - 丸山未帆 - 三浦実樹 - 三ヶ月綾 - 水城さと子 - 水野夏美 - 三苫千景 - 南藍那 - 南えみ（別名：南依実） - 南香織 - 峰はるか - 蓑手晶子 - 三宅香織 - 三宅さやか - 宮西ななこ - 美優（別名：稲森美優） - 村上麻里恵 - 村乃美香 - 村橋広章 - 望田要子 - 望月りえ - 森嶋かおり - 森野京子 - 森美由紀 - 森山麻希子 - 矢代梢 - 山川敦子 - 山口美羽 - 山崎友華 - 山田美穂 - 大和啄也 - 山本りえ - 山本里奈 - 結城れいさ - Yuri - 與口美穂子（別名：与口美穂子） - 吉川春菜 - 吉川ひとみ - 吉武真理子 - 吉田千晃 - 吉田真樹子 - 吉田容子 - 吉満一美 - 米山理恵子 - ランディ・マッスル - ロペス貴子（別名：白根アリアンヌ） - 若菜香里 - 渡辺亜紀 - 渡辺奈緒美 | ジュニア&キッズ部 - あかやりく - 阿部紗英 - アラタ（別名：小林新太） - 飯島七海 - 池田姫奈 - 石井奈緒 - 市原実紗 - 今井美桜 - 榎本さら - 江原郁美 - 太田菜月 - 大瀧龍希 - 大塚れな - かわいみいな - 川瀬まりあ - 桐山きみか - 黒田真友香 - 後藤優華 - 小山更紗 - Shana - ショーン森高 - 勝呂玲羅 - 曽根田愛香 - 曽根田優香 - 中沢結 - 永山風花 - 新田恵傳 - 新田音る - 伴真凜 - 疋田英美 - 平松來馬 - 深谷瑠壱 - 前田樹 - 前田さくら - 松嶋七星 - 松田飛龍 - 松谷琴未 - マヒロ - 美桜菜 - 溝口真央 - みやび子 - 百木みらの - 吉識優（別名：美奈月ゆう） - わしざわりお | スポーツエンターテイメント部 - アンドレ・ロッテラー - 金子柱憲 - 小林正明（別名：MACHA） - 坂詰和久 - 中野大輔 - 新田明臣 - ヒロミ - 藤島豊和 - 星野一樹 - 矢野東 - 吉川練 - 脇阪薫一 - 脇阪寿一 SP事業部 - 笠島由美 - 金田順子 - 小寺雅子 - 鳥海佳代 - 長谷川京子 |

## 関連会社
- プラチカ
- 有限会社ジェイエススタイルカンパニー
- 株式会社アオラン
- アートコレクションハウス株式会社
- 株式会社サンシエナ
- 株式会社アーチ
- 日本メディカルラボ株式会社
- アイプロダクション
- ジェイスクエアパートナーズ株式会社
- 株式会社エー・シー・エス[4]
- 日京速通株式会社[4]